# Цілком таємно (сезон 5)
П'ятий сезон американського фантастичного телесеріалу «Цілком таємно» стартував 2 листопада 1997 року на телеканалі Fox. Серіал продовжує оповідати історію спеціальних агентів Федерального бюро розслідувань (ФБР) — Фокса Малдера (Девід Духовни) та Дейни Скаллі (Джилліан Андерсон). Головні герої займаються розслідуванням справ, що стосуються паранормальних і загадкових явищ, знані як справи з грифом «X».

## Сюжет
У центрі серіалу — спеціальні агенти ФБР Дейна Скаллі і Фокс Малдер, які працюють над справами, пов’язаними з паранормальними явищами, під назвою «Секретні матеріали». У першому епізоді п’ятого сезону він використовує відволікання, щоб проникнути в Пентагон, щоб знайти ліки від раку Скаллі, тоді як Скаллі вдається розкрити та розкрити зв’язки Синдикату в ФБР. Після молитви Християнського священника до Бога, стан Скаллі переходить в ремісію. Завдяки інформації, яку він дізнається від Майкла Крічгау, Малдер втрачає віру в інопланетян.
Пізніше, коли повстанська інопланетна раса таємно атакує кілька груп колишніх викрадених інопланетянами, агенти зустрічають Кассандру Спендер, жінку, яка стверджує, що є багаторазовою викраденою людиною, і хоче донести позитивне повідомлення про інопланетян. Зрештою Малдер піддав Скаллі гіпнозу, щоб дізнатися правду про її викрадення після того, як Кассандра зникла безвісти, а її син Джеффрі Спендер сердито намагався проштовхнути собі шлях у ФБР. Тим часом Синдикат прискорює свої випробування вакцини проти мазуту, жертвуючи для цього своїми власними силами. Пізніше вбивство шахового гросмейстера спонукає Малдера та Скаллі до розслідування, яке незабаром виявляє, що вражає серцевину Секретних матеріалів; вони дізнаються, що справжньою ціллю був хлопчик-телепат на ім'я Гібсон Прайс.

## У ролях

### Головні ролі
- Девід Духовни — Фокс Малдер
- Джилліан Андерсон — Дейна Скаллі

### Другорядні ролі
- Мітч Піледжі — Волтер Скіннер
- Вільям Брюс Девіс — Курець
- Ніколас Ліа — Алекс Крайчек
- Том Брейдвуд — Мелвін Фрогікі
- Брюс Гарвуд[en] — Джон Фітцджеральд Байєрс
- Дін Гаґлунд[en] — Річард Ленглі
- Кріс Оуенс[en] — Джефрі Спендер
- Джон Невілл[en] — Людина з гарним манікюром
- Дон С. Вільямс — Перший старійшина
- Джон Мур — Третій старійшина
- Лорі Голден — Маріта Коваррубіас
- Вероніка Картрайт — Кассандра Спендер
- Шейла Ларкен[en] — Маргарет Скаллі
- Пет Скіппер — Білл Скаллі
- Джон Фінн — Майкл Крітсчгау
- Джордж Мердок[en] — Другий старійшина
- Чарльз Чіоффі[en] — Скотт Блевінс
- Стівен Вільямс — Ікс
- Мімі Роджерс — Даян Фовлі
- Браян Томпсон — Інопланетний мисливець за головами
- Дін Ейлсворт — Молодий Білл Малдер
- Джефф Гулка — Гібсон Прайз

## Епізоди
Епізоди позначені подвійним хрестиком () належать до міфології серіалу.
| № п/п | № в сезоні | Назва                                                  | Режисер         | Сценарист                                                             | Оригінальний показ | Оригінальний показ українською | Код  | Рейтинг |
| ----- | ---------- | ------------------------------------------------------ | --------------- | --------------------------------------------------------------------- | ------------------ | ------------------------------ | ---- | ------- |
| 98    | 1          | «Redux » · «Повернення»                                | Р. В. Гудвін    | Кріс Картер                                                           | 2 листопада 1997   | TBD                            | 5X02 | 27.34   |
| 99    | 2          | «Redux II » · «Повернення II»                          | Кім Меннерс     | Кріс Картер                                                           | 9 листопада 1997   | TBD                            | 5X03 | 24.84   |
| 100   | 3          | «Unusual Suspects» «Незвичайні підозрювані»            | Кім Меннерс     | Вінс Гілліган                                                         | 16 листопада 1997  | TBD                            | 5X01 | 21.72   |
| 101   | 4          | «Detour» «Об'їзд»                                      | Бретт Даулер    | Френк Спотніц                                                         | 23 листопада 1997  | TBD                            | 5X04 | 22.88   |
| 102   | 5          | «The Post-Modern Prometheus» «Прометей постмодернізму» | Кріс Картер     | Кріс Картер                                                           | 30 листопада 1997  | TBD                            | 5X06 | 18.68   |
| 103   | 6          | «Christmas Carol » · «Різдвяний гімн»                  | Пітер Маркл     | Вінс Гілліган, Джон Шібан, Френк Спотніц                              | 7 грудня 1997      | TBD                            | 5X05 | 20.91   |
| 104   | 7          | «Emily » · «Емілі»                                     | Кім Меннерс     | Вінс Гілліган, Джон Шібан, Френк Спотніц                              | 14 грудня 1997     | TBD                            | 5X07 | 20.94   |
| 105   | 8          | «Kitsunegari» «Полювання на лиса»                      | Даніель Закхейм | Вінс Гілліган, Тім Мінеар                                             | 4 січня 1998       | TBD                            | 5X08 | 19.75   |
| 106   | 9          | «Schizogeny» «Шизогонія»                               | Ральф Гемекер   | Джессіка Скотт, Майк Воллегер                                         | 11 січня 1998      | TBD                            | 5X09 | 21.37   |
| 107   | 10         | «Chinga» «Чінга»                                       | Кім Меннерс     | Стівен Кінг, Кріс Картер                                              | 8 лютого 1998      | TBD                            | 5X10 | 21.33   |
| 108   | 11         | «Kill Switch» «Курок»                                  | Роб Боуман      | Вільям Гібсон, Том Меддокс                                            | 15 лютого 1998     | TBD                            | 5X11 | 18.04   |
| 109   | 12         | «Bad Blood» «Погана кров»                              | Кліфф Боул      | Вінс Гілліган                                                         | 22 лютого 1998     | TBD                            | 5X12 | 19.25   |
| 110   | 13         | «Patient X » · «Пацієнт Ікс»                           | Кім Меннерс     | Кріс Картер, Френк Спотніц                                            | 1 березня 1998     | TBD                            | 5X13 | 20.21   |
| 111   | 14         | «The Red and the Black » · «Червоне і чорне»           | Кріс Картер     | Кріс Картер, Френк Спотніц                                            | 8 березня 1998     | TBD                            | 5X14 | 19.98   |
| 112   | 15         | «Travelers» «Мандрівники»                              | Вільям Грем     | Джон Шібан, Френк Спотніц                                             | 29 березня 1998    | TBD                            | 5X15 | 15.06   |
| 113   | 16         | «Mind's Eye» «Око розуму»                              | Кім Меннерс     | Тім Мінеар                                                            | 19 квітня 1998     | TBD                            | 5X16 | 16.53   |
| 114   | 17         | «All Souls» «Всі душі»                                 | Аллен Култер    | Сюжет: Біллі Браун, Ден Ангел Телесценарій: Френк Спотніц, Джон Шібан | 26 квітня 1998     | TBD                            | 5X17 | 13.44   |
| 115   | 18         | «The Pine Bluff Variant» «Варіант «Пайн-Блаф»»         | Роб Боуман      | Джон Шібан                                                            | 3 травня 1998      | TBD                            | 5X18 | 18.24   |
| 116   | 19         | «Folie à Deux» «Обопільне божевілля»                   | Кім Меннерс     | Вінс Гілліган                                                         | 10 травня 1998     | TBD                            | 5X19 | 17.63   |
| 117   | 20         | «The End » · «Кінець»                                  | Р. В. Гудвін    | Кріс Картер                                                           | 17 травня 1998     | TBD                            | 5X20 | 18.76   |

## Прийом

### Нагороди та номінації
| Рік  | Нагорода                                 | Категорія                                                  | Номінація                                                    | Результат |
| ---- | ---------------------------------------- | ---------------------------------------------------------- | ------------------------------------------------------------ | --------- |
| 1998 | «Премія Гільдії режисерів Америки»       | Найкращий режисер драматичного серіалу                     | Кріс Картер за епізод «Прометей постмодернізму»              | Номінація |
| 1998 | «Золотий глобус»                         | Найкраща чоловіча роль серіалу (драма)                     | Девід Духовни за роль Фокса Малдера                          | Номінація |
| 1998 | «Золотий глобус»                         | Найкраща жіноча роль серіалу (драма)                       | Джилліан Андерсон за роль Дейни Скаллі                       | Номінація |
| 1998 | «Золотий глобус»                         | Найкращий серіал (драма)                                   | «Цілком таємно»                                              | Перемога  |
| 1998 | «Прайм-тайм премія „Еммі“»               | Найкращий актор драматичного серіалу                       | Девід Духовни за роль Фокса Малдера                          | Номінація |
| 1998 | «Прайм-тайм премія „Еммі“»               | Найкраща акторка драматичного серіалу                      | Джилліан Андерсон за роль Дейни Скаллі                       | Номінація |
| 1998 | «Прайм-тайм премія „Еммі“»               | Найкращий драматичний серіал                               | «Цілком таємно»                                              | Номінація |
| 1998 | «Прайм-тайм премія „Еммі“»               | Найкраща режисура драматичного серіалу                     | Кріс Картер за епізод «Прометей постмодернізму»              | Номінація |
| 1998 | «Прайм-тайм премія „Еммі“»               | Найкращий сценарій драматичного серіалу                    | Кріс Картер за епізод «Прометей постмодернізму»              | Номінація |
| 1998 | «Прайм-тайм премія „Еммі“»               | Найкраща запрошена акторка драматичного серіалу            | Вероніка Картрайт за епізод «Пацієнт Ікс», «Червоне і чорне» | Номінація |
| 1998 | «Прайм-тайм премія „Еммі“»               | Найкраща запрошена акторка драматичного серіалу            | Лілі Тейлор за епізод «Око разуму»                           | Номінація |
| 1998 | «Прайм-тайм премія „Еммі“»               | Найкраща робота художника-постановника в серіалі           | «Прометей постмодернізму»                                    | Перемога  |
| 1998 | «Прайм-тайм премія „Еммі“»               | Найкраща робота оператора в серіалі (однокамерна зйомка)   | Джоел Рансом за епізод «Прометей постмодернізму»             | Номінація |
| 1998 | «Прайм-тайм премія „Еммі“»               | Найкращий монтаж драматичного серіалу (однокамерна зйомка) | Лінне Віллінгем за епізод «Прометей постмодернізму»          | Номінація |
| 1998 | «Прайм-тайм премія „Еммі“»               | Найкращий монтаж драматичного серіалу (однокамерна зйомка) | Хезер Макдугалл за епізод «Курок»                            | Перемога  |
| 1998 | «Прайм-тайм премія „Еммі“»               | Найкращий монтаж драматичного серіалу (однокамерна зйомка) | Кейсі О. Рорс за епізод «Око разуму»                         | Номінація |
| 1998 | «Прайм-тайм премія „Еммі“»               | Найкращий грим у серіалі                                   | «Прометей постмодернізму»                                    | Номінація |
| 1998 | «Прайм-тайм премія „Еммі“»               | Найкраща робота зі звуком                                  | «Червоне і чорне»                                            | Номінація |
| 1998 | «Прайм-тайм премія „Еммі“»               | Найкраще зведення звуку                                    | «Червоне і чорне»                                            | Номінація |
| 1998 | «Прайм-тайм премія „Еммі“»               | Найкраща музична композиція в серіалі                      | Марк Сноу за епізод «Прометей постмодернізму»                | Номінація |
| 1998 | «Премія Асоціації телевізійних критиків» | Видатні досягнення в драмі                                 | «Цілком таємно»                                              | Номінація |
| 1998 | «Премія Гільдії кіноакторів»             | Найкращий акторський склад у драматичному серіалі          | «Цілком таємно»                                              | Номінація |
| 1998 | «Премія Гільдії кіноакторів»             | Найкраща чоловіча роль у драматичному серіалі              | Девід Духовни за роль Фокса Малдера                          | Номінація |
| 1998 | «Премія Гільдії кіноакторів»             | Найкраща жіноча роль у драматичному серіалі                | Джилліан Андерсон за роль Дейни Скаллі                       | Номінація |
| 1998 | «Монтажери американського кіно»          | Найкращий монтаж серіалу                                   | Лінне Віллінгем за епізод «Прометей постмодернізму»          | Номінація |
| 1998 | «Сатурн»                                 | Найкращий актор на телебаченні                             | Девід Духовни за роль Фокса Малдера                          | Номінація |
| 1998 | «Сатурн»                                 | Найкраща акторка на телебаченні                            | Джилліан Андерсон за роль Дейни Скаллі                       | Номінація |
| 1998 | «Сатурн»                                 | Найкращий жанровий телесеріал                              | «Цілком таємно»                                              | Номінація |
| 1999 | «Супутник»                               | Найкраща акторка драматичного серіалу                      | Джилліан Андерсон за роль Дейни Скаллі                       | Номінація |
| 1999 | «Супутник»                               | Найкращий драматичний серіал                               | «Цілком таємно»                                              | Номінація |

## Реліз на DVD
| The X-Files – The Complete Fifth Season                                                                                             | | | | | | | |
| Деталі | Деталі | Деталі | Деталі | Особливості | Особливості | Особливості | Особливості |
| - 20 епізодів - 6 дисків - 1.78:1 співвідношення сторін - Субтитри: англійська, іспанська - Англійська (Dolby Digital 2.0 Surround) | - 20 епізодів - 6 дисків - 1.78:1 співвідношення сторін - Субтитри: англійська, іспанська - Англійська (Dolby Digital 2.0 Surround) | - 20 епізодів - 6 дисків - 1.78:1 співвідношення сторін - Субтитри: англійська, іспанська - Англійська (Dolby Digital 2.0 Surround) | - 20 епізодів - 6 дисків - 1.78:1 співвідношення сторін - Субтитри: англійська, іспанська - Англійська (Dolby Digital 2.0 Surround) | - Документальний фільм «Правда про п'ятий сезон» - Аудіо-коментарі (Dolby Digital 2.0 Stereo): - «Прометей постмодернізму» — Кріс Картер - «Варіант „Пайн-Блаф“» — Джон Шібан - 8 кліпів спецефектів - 6 видалених сцен - 11 сцен «Поза правдою» з F/X | - Документальний фільм «Правда про п'ятий сезон» - Аудіо-коментарі (Dolby Digital 2.0 Stereo): - «Прометей постмодернізму» — Кріс Картер - «Варіант „Пайн-Блаф“» — Джон Шібан - 8 кліпів спецефектів - 6 видалених сцен - 11 сцен «Поза правдою» з F/X | - Документальний фільм «Правда про п'ятий сезон» - Аудіо-коментарі (Dolby Digital 2.0 Stereo): - «Прометей постмодернізму» — Кріс Картер - «Варіант „Пайн-Блаф“» — Джон Шібан - 8 кліпів спецефектів - 6 видалених сцен - 11 сцен «Поза правдою» з F/X | - Документальний фільм «Правда про п'ятий сезон» - Аудіо-коментарі (Dolby Digital 2.0 Stereo): - «Прометей постмодернізму» — Кріс Картер - «Варіант „Пайн-Блаф“» — Джон Шібан - 8 кліпів спецефектів - 6 видалених сцен - 11 сцен «Поза правдою» з F/X |
| Дати виходу | | | | | | | |
| Регіон 1 | Регіон 1 | Регіон 2 | Регіон 2 | Регіон 3 | Регіон 3 | | |
| 14 травня 2002 | 14 травня 2002 | 27 грудня 2004 | 27 грудня 2004 | 11 листопада 2002 | 11 листопада 2002 | | |